# Journal of Physical Chemistry A
Het Journal of Physical Chemistry A is een wetenschappelijk tijdschrift met peer review, dat wordt uitgegeven door de American Chemical Society. De naam wordt gewoonlijk afgekort tot J. Phys. Chem. A. Het tijdschrift publiceert onderzoek uit de spectroscopie, chemische kinetiek, structuuranalyse en kwantumchemie. Andere onderwerpen zijn moleculaire structuur, moleculaire dynamica en chemische binding.
Het tijdschrift werd opgericht in 1896 als het Journal of Physical Chemistry. In 1997 werd de naam gewijzigd en werd ook een afsplitsing, Journal of Physical Chemistry B, ingesteld omdat het onderzoeksdomein van de fysische chemie bijzonder groot is. In 2007 werd nog een extra tijdschrift, Journal of Physical Chemistry C, opgericht voor specifiek onderzoek in de nanotechnologie, oppervlaktechemie en elektronica.
In 2017 bedroeg de impactfactor van het tijdschrift 2,836.

## Hoofdredacteurs
- 1896–1932: Wilder Dwight Bancroft, Joseph E. Trevor
- 1933–1951: S.C. Lind
- 1952–1964: William A. Noyes
- 1965–1969: F.T. Wall
- 1970–1980: Bryce Crawford
- 1980–2004: Mostafa El-Sayed
- 2005–heden: George C. Schatz